# Ctenocheilocaris galvarini
Ctenocheilocaris galvarini is een kreeftachtigensoort uit de familie van de Derocheilocarididae. De wetenschappelijke naam van de soort is voor het eerst geldig gepubliceerd in 1952 door Dahl.